# 61. Infanterie-Brigade (Deutsches Kaiserreich)
Die 61. Infanterie-Brigade war ein Großverband der Preußischen Armee.

## Geschichte
Die 61. Infanterie-Brigade wurde am 30. März 1871 in Straßburg errichtet und hatte dort ihren Sitz bis zum Kriegsende 1918.
Sie war bis 1912 Teil der 31. Division
in Straßburg, die bis 1912 dem XV. Armee-Korps, ebenfalls in Straßburg, zugeordnet war. Von 1912 bis 1918 gehörte sie zur 39. Division mit Sitz in Colmar.

### Gliederung
- 1871

Infanterie-Regiment „von Lützow“ (1. Rheinisches) Nr. 25,  (Königlich Sächsisches 6. Infanterie-Regiment Nr. 105)
- 1872 bis 1874

Wie oben, zusätzlich die Landwehr-Bataillone in Straßburg, Molsheim und Schlettstadt
- 1875 bis 1887

Wie oben, ohne die drei Landwehr-Bataillone, zusätzlich Unter-Elsäßisches Reserve-Landwehr-Bataillon (Straßburg) Nr. 98
- 1888

1. Rheinisches Infanterie-Regiment Nr. 2, Infanterie-Regiment Nr. 138, Infanterie-Regiment Nr. 126 Großherzog Friedrich von Baden (8. Württembergisches), Unter-Elsäßisches Landwehr-Regiment Nr. 130 , Unter-Elsäßisches Reserve-Landwehr-Bataillon (Straßburg) Nr. 98
- 1888 bis 1900

Infanterie-Regiment Nr. 132, Infanterie-Regiment Nr. 138, Infanterie-Regiment Nr. 126 Großherzog Friedrich von Baden (8. Württembergisches)
- 1901 bis 1914

1. Unter-Elsässisches Infanterie-Regiment Nr. 132, Infanterie-Regiment „Großherzog Friedrich von Baden“ (8. Württembergisches) Nr. 126
- Kriegsgliederung bei Mobilmachung im August 1914

1. Unter-Elsässisches Infanterie-Regiment Nr.132, Infanterie-Regiment Nr.126, Großherzog Friedrich von Baden (8. Württembergisches), Rheinisches Jäger-Bataillon Nr. 8
- Kriegsgliederung am 13. Januar 1918

3. Ober-Elsässisches Infanterie-Regiment Nr. 172, Infanterie-Regiment Nr. 132, Infanterie-Regiment Nr. 126, Infanterie-Regiment Nr. 172, MG-Scharfschützen-Abteilung 19, 1. Eskadron Reserve-Husaren-Regiment Nr. 8

### Erster Weltkrieg
Die Brigade kämpfte zunächst im Verband der 31. Division bis September 1916 an der Westfront, bis sie Teil der am 6. September 1916 an der Ostfront neu aufgestellten 218. Infanterie-Division wurde.
Zu den Kampfhandlungen, Gefechten und Schlachten siehe Kampfgeschehen der 31. Division und Kampfgeschehen der 218. Infanterie-Division

### Brigadekommandeure
| Name                                      | Datum                                   |
| ----------------------------------------- | --------------------------------------- |
| Oskar Stein von Kaminski                  | 20. März 1871 bis 23. September 1881    |
| Hermann von Berger                        | 24. September 1881 bis 13. Mai 1881     |
| Gustav von Conring                        | 14. Mai 1881 bis 15. August 1883        |
| Viktor von Baumann                        | 16. August 1883 bis 21. Mai 1889        |
| Eduard von Münnich                        | 22. Mai 1889 bis 28. März 1892          |
| Ludwig Boecklin von Boecklinsau           | 29. März 1892 bis 26. Januar 1896       |
| Wilhelm von Bojanowski                    | 27. Januar 1896 bis 14. Juni 1898       |
| Heinrich von Twardowaski                  | 15. Juni 1898 bis 21. Mai 1900          |
| Ludwig von Kloeden                        | 22. Mai 1900 bis 18. Juni 1902          |
| Alexander von Seydlitz-Kurtzbach          | 19. Juni 1902 bis 19. Juli 1904         |
| Hans Bendemann                            | 20. Juli 1904 bis 13. Juni 1907         |
| Gustav Schuch                             | 14. Juni 1907 bis 21. März 1910         |
| Friuedrich Dernen                         | 22. März 1910 bis 30. September 1912    |
| Alexander von Frankenberg und Ludwigsdorf | 1. Oktober 1912 bis 9. April 1915       |
| Carl Eckermann                            | 10. April 1915 bis 31. Mai 1917         |
| August Schenck zu Schweinsberg            | 1. Juni 1917 bis 5. August 1917         |
| Maximilian von Poseck                     | 6. August 1917 bis 20. Januar 1918      |
| Andreas Jenrich                           | 21. Januar 1918 bis 24. Februar 1918    |
| Georg Lueder                              | 25. Februar 1918 bis 4. April 1918      |
| Hans von Kessel                           | 5. April 1918 bis 3. November 1918      |
| Oskar Laue                                | 4. November 1918 bis Kriegsende         |
| Richard Heinrich Ludwig Vogel             | 25. Januar 1919 bis zur Demobilisierung |